# Ørtebænk
Ørtebænk, i daglig tale Ørtbænk
1. led efter ty. örter, flertal af ort, hjørne, ende, jf. ørtesav. Egentlig en bænk der bruges ved mindre savearbejder.
En form for arbejdsbænk for tømrere og bygningssnedkere. Den kan være kasse- eller kisteformet, og den kan transporteres fra sted til sted. Højden er omkring 60 cm for de flestes vedkommende. Hos en snedker boende i Viby på Sjælland er set en ørtebænk, som havde en "etage" mere bygget på i form af en aftagelig værktøjskasse, der hævede arbejdshøjden til 85-90 cm. 
Undertiden ses ørtebænken indrettet som egentlig værktøjskasse eller -kiste, i så fald ofte således at rummet kan aflåses.
Indretningen af ørtebænken er kun begrænset af den fantasi, brugeren (konstruktøren) har til sin rådighed.
I hvor høj grad ordet ørtebænk er anvendt er svært at afgøre. Det er almindeligt brugt dér på Sjælland, mens fynboen Johannes Bruun kalder den arbejdsskammel. Nogle siger blot skammel, mens andre – mere eller mindre i spøg – siger pørtbænk.
Johannes Bruuns arbejdsskammel er noget lavere og noget smallere end de fleste og bruges nærmest som en buk eller som murernes kravlebuk.
Ordet ørnbænk, undertiden pørtbænk, er blevet brugt af håndværkere uden særlige sprogkundskaber. Det skyldes utvivlsomt vanskeligheder med at etymologisere ordet.
Sammenlign høvlebænk

## Ekstern Henvisning
- Børge Askholm, Træsmedens Håndværktøj Arkiveret 16. september 2008 hos  Wayback Machine, fra 1988.